# Äijänpäivänjärvi
Äijänpäivänjärvi är en sjö i Finland. Den ligger i kommunen Lieksa i landskapet Norra Karelen, i den centrala delen av landet, 500 km nordost om huvudstaden Helsingfors. Äijänpäivänjärvi ligger 162,7 meter över havet. I omgivningarna runt Äijänpäivänjärvi växer i huvudsak barrskog. Den är 21 meter djup. Arean är 52,2 hektar och strandlinjen är 6,02 kilometer lång. Sjön  ingår i Vuoksens huvudavrinningsområde. 